# أعراب الخمسة

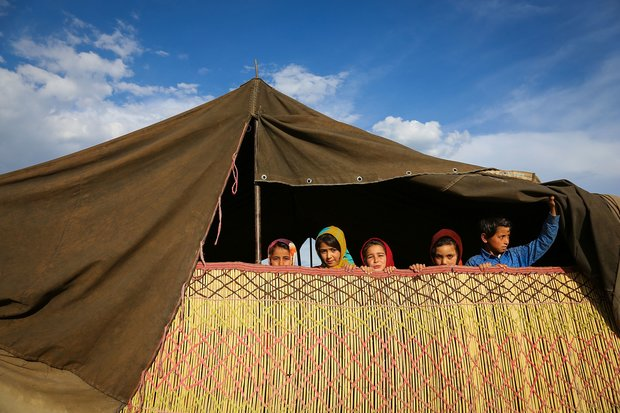
أعراب خمسة

اعراب الخمسة عربيةبيلة عربي في محافظة فارس في جنوب غرب إيران.هذة قبيلة مازالت بدوية وتتكلم لهجة عربية مقطعة خاصة مفهومة. يبلغ عددهم 260,000 نسمة.

## فروع
الفروع
```
 تتكون عرب الخمسة من قبيلتين عربيتين هما الجبارة والشيباني.  يتتبع الفسايي أصول عرب الجبارة والشيباني إلى العرب البدو في نجد واليمامة وعمان، الذين قدموا إلى إيران من شبه الجزيرة العربية مع عائلاتهم ومواشيهم في زمن الخلفاء العباسيين لتنظيم مناطق فارس.
```

```
 العرب الشيباني
 هاجر عرب الشيباني إلى إيران من السعودية في الماضي البعيد وقبل عرب جبارة، وفي البداية ذهبوا إلى تربة جم وتربة حيدرية من خراسان وأقاموا في تلك المحافظة مدة طويلة، ثم هاجروا إلى فارس.  ويعيش عدد منهم أيضًا في مدينة شيبان في محافظة خوزستان.  وعرب بني شيب هم من القبائل الاثنين والتسعين المنسوبة إلى قبيلة جذام، ووصلت قبيلة جذام إلى قبيلة بني قحطان عبر خمسة عشر وسيطا.
```

```
 العرب الجبارة 
 ويعرف أهل جبارة العرب أنفسهم بأنهم من نسل شخص يدعى "الشيخ جناح" ابن جابر بن جابر أحد أحفاد جابر بن عبد الله الأنصاري الذي جاء إلى إيران بعد فترة طويلة من قيام الدولة الإسلامية. العرب الشيباني في هذه المنطقة وانضموا إلى قبيلة العرب الشيباني.  اختار الشيخ جناح ابنة مير عماد الشيباني زوجة له، وأحفادها معروفون باسم جدهم جبارة.
```

## الديانة
اعراب الخمسة هم من المسلمين الشيعة.

## لغة
اعراب الخمسة يتكلمون لغة عربية ونوع من لهجة خليجية.
أمثلة على جمل اللهجة العربية الخمسية
عبارة :راس سفره دبس تامر کن دیع
الفصحي:لقد وضع عصير التمر على الطاولة
عبارة: له ایش اِتِثُوِّب؟ نُومِک یِجی؟ 
الفصحي :لماذا أنت التثاؤب  هل تشعر بالنعاس؟
عبارة: دنی ان حر صار، کله ثلجت یذوب
الفصحي: عندما يسخن الطقس، سوف يذوب كل الثلج